# ラ・マルセイエーズ
『ラ・マルセイエーズ』（仏: La Marseillaise、フランス語発音: [la maʁsɛˈjɛz] 発音例）、または『マルセイユの歌』は、フランスの国歌である。元はフランス革命の際の革命歌で、マルセイユの連盟兵（義勇兵）が隊歌として歌って広めたことによる。

## 概要

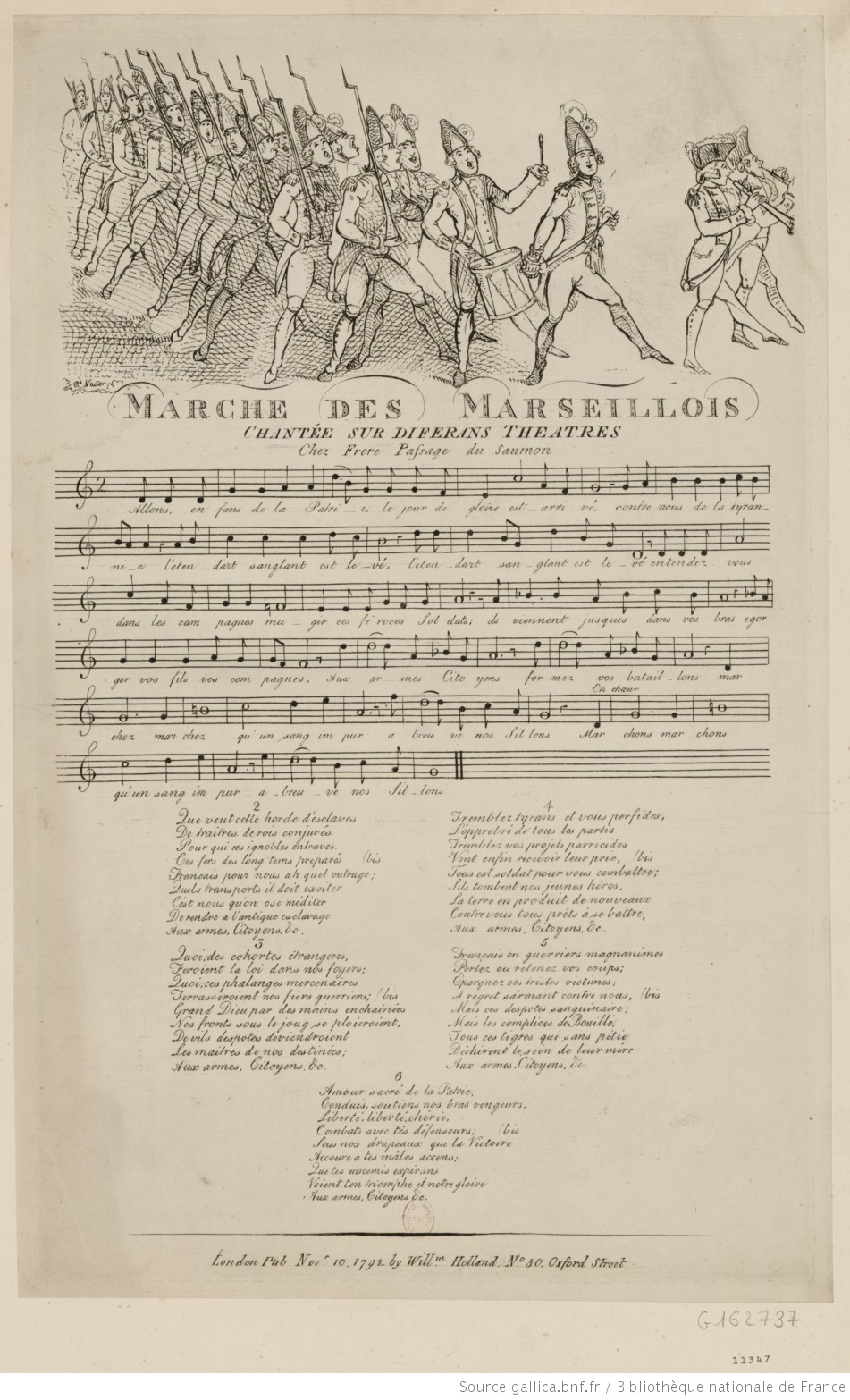
「ラ・マルセイエーズ」の楽譜

### 作曲の経緯
この歌は、フランス革命政府がオーストリアへ宣戦布告したという知らせがストラスブールに届いた1792年4月25日から翌26日の夜にかけて、市長フィリップ＝フレデリク・ド・ディートリヒ男爵 (Philippe Friedrich Dietrich) の要望で、当地に駐屯していた工兵大尉クロード＝ジョゼフ・ルジェ・ド・リールが出征する部隊を鼓舞するために、一夜にして作詞作曲したというのが定説である。このとき付けられたタイトルは『ライン軍のための軍歌 (Chant de guerre pour l'armée du Rhin) 』 であった。リール大尉はこの曲を当時のライン方面軍司令官ニコラ・リュクネール元帥に献呈した。
その後、この歌は全国にパンフレットという形で流布され、8月10日事件（テュイルリー宮殿の襲撃）の約2週間前にマルセイユ連盟兵がパリ入城したときに口ずさんでいたことをきっかけとしてパリ市民の間で流行した。このために元々の題名ではなく、現在の『ラ・マルセイエーズ』という形で定着した。さらに1795年7月14日に国民公会で国歌として採用されたのである。
初期出版の楽譜に作曲者名が記されていないことなどから、作曲者は不明とされるが、ルジェ・ド・リールの別の詩ギリシャ国歌『自由への賛歌 (L'Hymne à la Liberté) 』に曲を付けたことのある作曲家イグナツ・プライエルこそが真の作曲者ではないかという異説もある。また、現在7節あるうちの最後の節（「子供の歌」）は同年10月に付け加えられ、ジャン＝バティスト・デュボワ、マリー＝ジョゼフ・シェニエ（詩人）、デュボワ神父の作だと言われているが、フランス政府の公式見解としては7番（7節）の歌詞は作者不詳とされている。

### フランス国歌になるまで
1804年、ナポレオン・ボナパルトが皇帝になると「暴君（僭主）を倒せ」という部分の暴君（）は世襲君主全般を指すことから、国歌を『門出の歌』に変更し、『ラ・マルセイエーズ』は第一帝政から復古王政にかけては、特別な許しがある場合を除いては公の場で歌うことは禁止されていた。1830年の7月革命以降は晴れて解禁となり、同年にベルリオーズが独唱者と二重合唱、オーケストラのための編曲を施した。ナポレオン3世による第二帝政時には再び禁止され、第三共和政下でも強すぎる革命のイメージから政府に忌避されたが、これ以上に国民に人気と知名度がある歌がなく、1879年に再び国歌と定められた。第四共和政の「1946年憲法」及び第五共和政の「1958年憲法」のいずれにも『ラ・マルセイエーズ』を国歌として定める旨が明記されている。
現在のフランス第五共和政憲法には以下のように規定されている。
- 第1章主権
  - 第2条（共和国の言語、国旗・国歌、標語、原理）
    - 国語はフランス語である。
    - 国旗は青白赤より構成される三色旗である。
    - 国歌は「ラ・マルセイエーズ」である。
    - 標語は「自由、平等、友愛」である。
    - 原理は「人民の人民による人民のための政治」である。

なお、1974年に当時のヴァレリー・ジスカール・デスタン大統領の下でテンポがやや遅めに変更されたが、後任のフランソワ・ミッテラン大統領の就任後に元のテンポに戻された。

### 革命のシンボル
フランスの国旗（三色旗）と共に、ラ・マルセイエーズは19世紀のヨーロッパで、普遍的な自由と革命のシンボルとして高い知名度を誇った。革命後のロシアでは1917年から短期間、ロシア語版（労働者のラ・マルセイエーズ）が国歌に採用された。パリ・コミューンで生まれ、その後ソ連国歌となった『インターナショナル』共々、フランス内外で左翼の歌として広まった（元々が軍歌兼革命歌だったのだから、当然と言えないこともないが）。1848年革命でヨーロッパ各国で歌われたことから、第三共和政も成立当初はラ・マルセイエーズを国歌に定めることを躊躇した。しかし普仏戦争敗北以降、フランスではドイツ帝国への復讐を誓う空気が強くなり（最後の授業、ブーランジェ将軍事件も参照）、国内ではむしろ右翼の愛国歌として定着した。1934年2月6日の危機では左派がインターナショナル、右派がラ・マルセイエーズを合唱した。
ラ・マルセイエーズの持つ思想的な響き、他国の国歌と比べて好戦的な歌詞は21世紀に至るまでたびたび物議を醸しているが、二度の世界大戦を経てもなお、この歌はフランス国民の団結のシンボルとして広く受容されている。

### 団結の歌から追悼の歌へ
2015年11月13日にパリ同時多発テロが起きたときには「フランスとパリ市民との連帯」をあらわすためなどの理由で『ラ・マルセイエーズ』の演奏がなされた。事件当日に開催された国民議会臨時会合では犠牲者への黙祷の後、誰ともなしに『ラ・マルセイエーズ』が歌われだし大合唱となった。国民議会で議員によって『ラ・マルセイエーズ』が歌われるのは第一次世界大戦終結後の以来である。また同月17日ヴェルサイユ宮殿で大統領の招集で開催された元老院、国民議会の両院合同議会でも両院議員によって『ラ・マルセイエーズ』が合唱された。また元老院でも同様に黙祷の後に『ラ・マルセイエーズ』の合唱が行われた。事件から2週間後の11月27日にオテル・デ・ザンヴァリッドで開催された追悼式典ではベルリオーズ編曲の『ラ・マルセイエーズ』が演奏された。
このほか民間レベルでも、11月15日にノートルダム大聖堂でのアンドレ・ヴァン＝トロワ枢機卿司式の追悼ミサではオルガニストのオリヴィエ・ラトリーよる編曲のオルガン版『ラ・マルセイエーズ』が演奏された。11月17日のウェンブリー・スタジアムでのサッカーフランス代表とサッカーイングランド代表の親善試合などでも『ラ・マルセイエーズ』が「テロの犠牲者への追悼とフランスとの連帯」を表すために演奏された。このときには電光掲示板に歌詞が表示され誰もが歌えるように配慮がなされた。

## 他の楽曲への影響
ロベルト・シューマンの『二人の擲弾兵（1840年）』ではナポレオン戦争における侵略者フランスの象徴として引用されている（リヒャルト・ワーグナーの同名曲＜1840年作＞でも）。また、シューマンの『ウィーンの謝肉祭の道化』の第1曲にも引用されている。1880年にチャイコフスキーがナポレオンのロシア遠征をロシア側から描いた「序曲1812年作品49」においては侵略者フランスの象徴としていっそう強烈に引用されている。一方、ミュージカル『レ・ミゼラブル』の「民衆の歌」の歌詞（例「再び奴隷となるのを欲さぬ人民」「殉教者の血がフランスの草地を濡らすだろう」）には影響がみられ、「市民革命」の音楽として位置づけられている。また宝塚歌劇団の『ベルサイユのばら』でも「バスティーユ襲撃」を題材にした「バスティーユ」あるいは「バスティーユの戦い」と題された場面で使用される音楽は『ラ・マルセイエーズ』のフレーズを借用している（実際にはバスティーユ襲撃があった1789年7月14日時点では『ラ・マルセイエーズ』は作曲されていない）他、フィナーレでのラインダンスにおいても、アップテンポでマーチ調にアレンジされ、間に『76本のトロンボーン』や『ファランドール』のメロディーを挟んだ（公演毎に変化あり）ものが恒例として使われる（必ずしも全てのバージョンにおいてではない）。

また、冒頭のわかりやすいメロディは、映画『紳士は金髪がお好き』の中の歌曲「ダイヤモンドは少女の大親友」に引用されている。またビートルズの"All You Need Is Love（邦題『愛こそはすべて』）"（1967年）のイントロにも使われている。1979年にはセルジュ・ゲンスブールがアルバム『フライ・トゥ・ジャマイカ』でレゲエ・バージョンを歌った。

## 歌詞
ラ・マルセイエーズの歌詞には、複数のバージョンが存在するが、ここでは公式版のフランス語歌詞を掲載する。
7番まで歌える国民は少なく、そもそも歌詞を覚えてすらいない人も多いとされる。学校で習うのは1番までで、国歌斉唱の際に歌うのも1番のみであることがほとんど。
| Aux armes, citoyens, Formez vos bataillons, Marchons, marchons ! Qu'un sang impur Abreuve nos sillons ! |

| 武器を取れ 市民らよ 隊列を組め 進もう 進もう！ 汚れた血が 我らの畑の畝を満たすまで！ |

| （繰り返し） |

| （繰り返し） |

| （繰り返し） |

| （繰り返し） |

| （繰り返し） |

| （繰り返し） |

| （繰り返し） |

| （繰り返し） |

| （繰り返し） |

| （繰り返し） |

| （繰り返し） |

| （繰り返し） |

## ラ・マルセイエーズ以外のフランス国歌
フランスは歴史が長く、国歌の慣習が定着した時代に体制が何度も変わっているため、かつて国歌・準国歌だった歌も数が多い。
- アンリ四世万歳（Vive Henri Ⅳ!）- フランス革命前、および復古王政期の国歌。
- 神は偉大な王を守る（Domine, salvum fac regem）- フランス王国の準国歌、王室歌。
- 門出の歌（Le chant du depart）- 第一帝政期の国歌。
- ラ・パリジェンヌ（La Parisinenne）- 七月王政（オルレアン朝）期の国歌。
- ジロンド派の歌（Le chant des girondins）- 第二共和政期の国歌。
- シリアへ旅立ちながら（Partant pour la Syrie）- 第二帝政期の準国歌。
- インターナショナル（L'Internationale）- パリ・コミューンの革命歌、後のソ連国歌。政治情勢次第ではフランスの国歌にもなった可能性がある。
- 元帥よ、我らここにあり！（Marechal, nous voila!）- ヴィシー政権の準国歌。ドイツ占領地域では三色旗とラ・マルセイエーズは禁止されていた。
- パルチザンの歌（フランス語版）（Le chant des partisans）- 自由フランスの準国歌。第四共和政の国歌の座をラ・マルセイエーズと争った。

## 関連書籍
- 『ラ・マルセイエーズ物語―国歌の成立と変容』　吉田進、中公新書、ISBN 4121011910。